# Sociedad Equitativa de los Pioneros de Rochdale

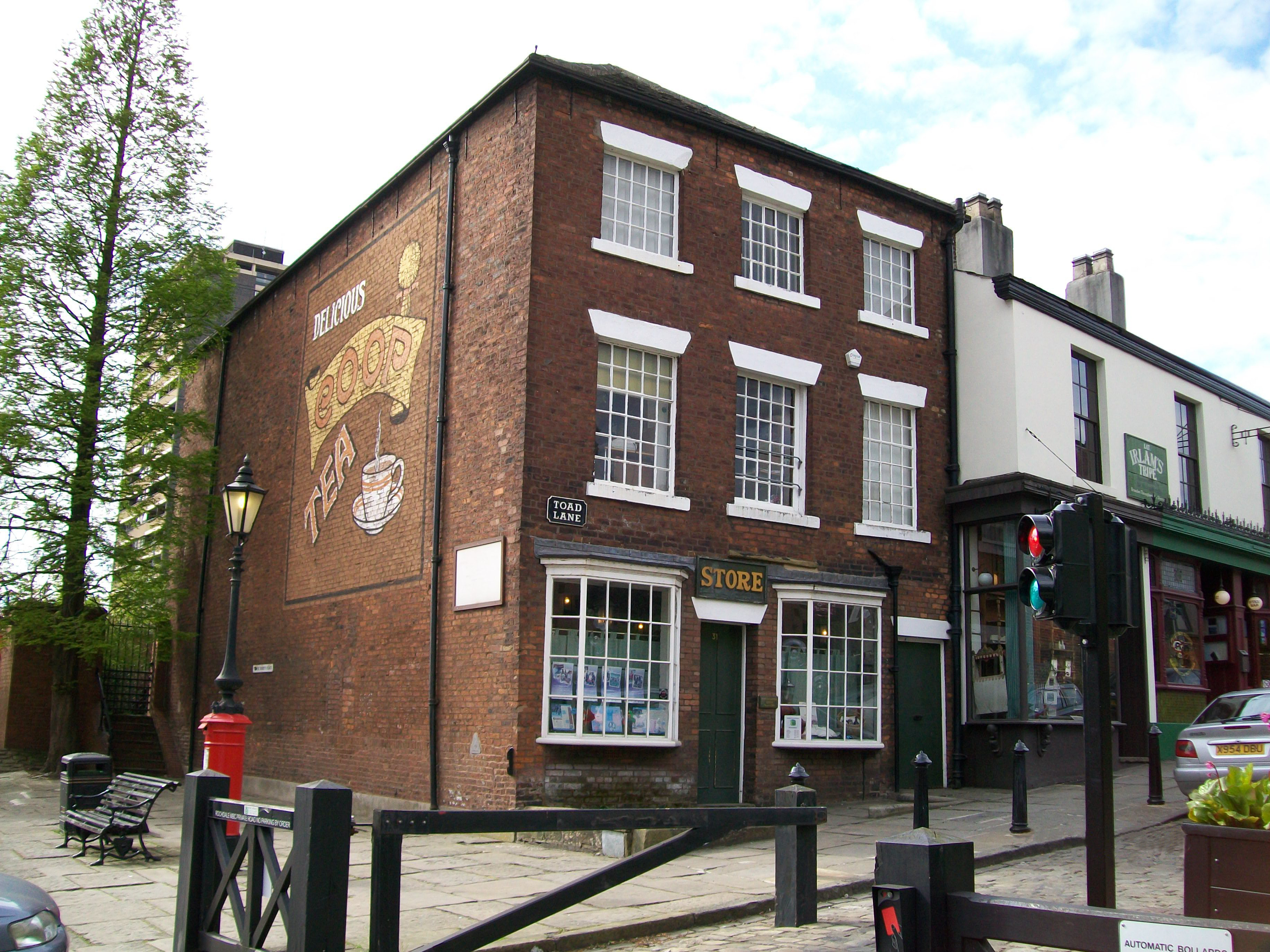
Los 'Pioneros de Rochodale' comenzaron aquí su actividad, en el N.º 31 de Toad Lane, en Rochdale, donde actualmente se encuentra el museo del cooperativismo.

La Sociedad Equitativa de los Pioneros de Rochdale (cuyo nombre original en inglés era Rochdale Equitable Pioneers Society) fundada en 1844 en Rochdale, Inglaterra, fue una cooperativa de consumo, y la primera en distribuir entre sus socios los excedentes generados por la actividad, formando las bases del movimiento cooperativo moderno. Aunque hubo otras cooperativas previas a ella, la de los Pioneros de Rochdale se convirtió en el prototipo de este tipo de sociedades en Gran Bretaña.
Los Pioneros de Rochdale cobraron fama por desarrollar los llamados Principios de Rochdale, un conjunto de principios de la cooperación asumidos por las modernas cooperativas en todo el mundo.
Los 28 primeros miembros de la Sociedad Equitativa de los Pioneros de Rochdale alcanzaron una reputación universal por la importancia de la tarea que realizaron y por el desarrollo alcanzado por la empresa que fundaron. Los integrantes fueron los siguientes:
- James Smithies
- John Kershaw
- William Cooper
- John Scrowcroft
- John Collier
- James Standring
- Miles Ashworth
- Joseph Smith
- James Tweedale
- Robert Taylor
- Jhon Hill
- James Wilkinson
- Jhon Holt
- Georges Healey
- Charles Howarth
- David Brooks
- Samuel Ashworth
- William Mallalien
- James Daly
- John Bent
- James Maden
- James Manock
- William Taylor
- Benjamin Reedman
- John Garside
- Samuel Tweedale
- James Bramford
- Ana Tweedale.